# Gamblesby
Gamblesby – wieś w Anglii, w Kumbrii. Leży 27 km na południowy wschód od miasta Carlisle i 397 km na północny zachód od Londynu.